# Alliancen af Liberale og Demokrater for Europa (parti)
 Denne artikel omhandler partiet Alliancen af Liberale og Demokrater for Europa. Opslagsordet har også en anden betydning, se Alliancen af Liberale og Demokrater for Europa.
Partiet Alliancen af Liberale og Demokrater for Europa (ALDE) (engelsk: Alliance of Liberals and Democrats for Europe Party) (indtil 10. november 2012 Europæisk Liberal Demokratisk og Reformparti-ELDR) er en europæisk partiorganisation, der samler en række nationale europæiske partier med fælles liberale, socialliberale, demokratiske og reformorienterede idealer og fungerer som et forum for koordination af medlemspartiernes politik. 
I Europaparlamentet indgår partiet i parlamentsgruppen Gruppen Forny Europa (på engelsk Renew Europe), der er den tredjestørste politiske gruppe i parlamentet med 101 medlemmer.
ALDE har 70 liberale demokratiske partier som medlemmer fra medlemsstaterne i Den Europæiske Union og den sydøstlige del af Europa. Medlemskabet af ALDE består udover medlemspartierne af tilknyttede partier og individuelle medlemmer.
I Danmark er partierne Det Radikale Venstre og Venstre medlemmer af ALDE. 
ALDE har ungdomsorganisationen LYMEC (Liberal and Radical Youth Movement of the European Union). I Danmark er Radikal Ungdom, Venstres Ungdom og Danmarks Liberale Studerende medlemmer.

## Præsidenter
- 1978–1981:  Gaston Thorn
- 1981–1985:  Willy De Clercq
- 1985–1990:  Colette Flesch
- 1990–1995:  Willy De Clercq
- 1995–2000:  Uffe Ellemann-Jensen
- 2000–2005:  Werner Hoyer
- 2005–2011:  Annemie Neyts-Uyttebroeck
- 2011–2015:  Graham Watson
- 2015–2021:  Hans van Baalen
- 2021-

## Struktur

### Bureau
Dag til dag ledelsen af partiet ALDE bliver foretaget af bureauet. Medlemmerne af bureauet er::
| Office                                    | Navn                      | Land           | Parti                           |
| ----------------------------------------- | ------------------------- | -------------- | ------------------------------- |
| Præsident                                 |                           |                |                                 |
| Vicepræsidenter                           | Henrik Bach Mortensen     | Denmark        | Venstre                         |
| Vicepræsidenter                           | Dita Charanzová MEP       | Tjekkiet       | ANO                             |
| Vicepræsidenter                           | Senator Timmy Dooley      | Ireland        | FF                              |
| Vicepræsidenter                           | Baronesse Sal Brinton     | Storbritannien | Liberaldemokraterne             |
| Vicepræsidenter                           | Luis Garicano MEP         | Spanien        | Ciudadanos                      |
| Vicepræsidenter                           | Ilhan Kyuchyuk MEP        | Bulgarien      | MRF                             |
| Vicepræsidenter                           | Daniel Berg               | Ungarn         | M                               |
| Vicepræsidenter                           | Annelou van Egmond        | Holland        | D66                             |
| Vicepræsidenter                           | Alexander Graf Lambsdorff | Tyskland       | FDP                             |
| Kasserer                                  | David Burke               | Irland         | FF                              |
| Ex officio members                        |                           |                |                                 |
| Generalsekretær                           | Jacob Moroza-Rasmussen    | Denmark        | Venstre                         |
| Præsident for Liberal International       | Hakima El Haite           | Marokko        | / (Den populære bevægelse)      |
| Gruppeleder i PACE                        | Jacques Maire MP          | Frankrig       | / (LREM)                        |
| Leder i Europa-Parlamentet                | Dacian Cioloș MEP         | Rumænien       | PLUS                            |
| Leder i det Europæiske Råd for regionerne | François Decoster         | Frankrig       | /                               |
| Præsident for European Liberal Forum      | Hilde Vautmans            | Belgien        | Vlaamse Liberalen en Democraten |
| Præsident for European Liberal Youth      | Antoaneta Asenova         | Bulgarien      | Junge Liberale                  |

## Medlemmer
| Land           | Parti                         | Andet                     | Europaparlamentsmedlemmer |
| -------------- | ----------------------------- | ------------------------- | ------------------------- |
| Danmark        | Venstre                       |                           | 3/14                      |
| Danmark        | Radikale Venstre              |                           | 2/14                      |
| Estland        | Eesti Reformierakond          |                           |                           |
| Estland        | Keskerakond                   |                           |                           |
| Finland        | Centerpartiet                 |                           |                           |
| Finland        | Svenska folkpartiet i Finland |                           |                           |
| Finland        | Åländsk Center                |                           |                           |
| Frankrig       | Fremad!                       |                           |                           |
| Irland         | Fianna Fáil                   |                           |                           |
| Polen          | Demokratiske Parti            |                           |                           |
| Storbritannien | Liberal Democrats             | Ikke længere medlem af EU |                           |
| Sverige        | Centerpartiet                 |                           |                           |
| Sverige        | Folkpartiet                   |                           |                           |
| Tyskland       | FDP                           |                           |                           |